# Агапова Євгенія Михайлівна
Євгенія Михайлівна Ага́пова (нар. 16 жовтня 1933, Абрамовка — пом. 3 січня 2017) — український зоотехнік, фахівець у галузі селекції свиней. Доктор сільськогосподарських наук з 1990 року, професор з 1991 року.

## Біографія
Народилася 16 жовтня 1933 року в селі Абрамовці (тепер Майнського району Ульяновської області Росії). У 1949—1953 роках навчалась в Алатирському сільськогосподарському технікумі (Чуваська АРСР). У 1958 році закінчила Московську ветеринарну академію. У 1958—1960 роках працювала в господарствах Харківської області, зокрема головним зоотехніком в колгопі імені А. О. Жданова Дергачівського району. З 1961 року — бригадир свиноферми навчального господарства «Прогрес» Харківського зооветеринарного інституту; методист заочного відділення цього інституту; у 1962—1965 роках — зоотехнік-селекціонер навчального господарства.
З 1965 року навчалась в аспірантурі Одеського сільськогосподарського інституту. Від 1966 року асистент кафедри спеціальної зоотехнії. 1969 року захистила кандидатську дисертацію на тему «Специфіка ведення деяких ліній червоної степової породи та їх поєднань». З 1972 року доцент цієї ж кафедри. У 1977—1981 роках заступник декана, декан зооінженерного факультету. У 1983—1985 роках навчалася в докторантурі та обіймала посаду старшого наукового співробітника. Від 1987 року — завідувач кафедри спеціальної зоотехніки. Під її керівництвом створено племінну базу свинарства в Одеській області (три племінні заводи, кілька племінних ферм), для ЕОМ розроблено комплекс програм з оцінки генетичної структури стада свиней. 1990 року захистила докторську дисертацію на тему «Генетико-біологічні основи підвищення репродуктивних якостей і скоростиглості свиней».
Померла 3 січня 2017 року.

## Наукова діяльність
Підготувала 3-х кандидатів і 1 доктора наук. Написала понад 200-т науково-методичних робіт.
Праці:
- Модели иммуногенетических структур стад свиней разного типа воспроизведения // Межвузов. сб. науч. тр. О., 1990;
- Показники крові свиней різних генотипів і їх зв'язок із швидкістю росту // Свинарство. 1996. № 52 (у співавторстві);
- Научное обеспечение развития свиноводства в Одесской области // Свинарство. 1996. № 6.

Співавтор нової української червоної білопоясної породи м'ясних свиней (2007).

## Відзнаки
- Нагороджена:
  - медалями «За доблесну працю» (1970), «Ветеран праці» (1984), «За трудову відзнаку»;
  - золотою медаллю ВДНГ СРСР (1985);
  - знаком «Переможець соціалістичного змагання» (1974, 1978, 1979);
  - почесним золотим знаком голови Одеської обласної державної адміністрації (2003);
  - грамотами і подяками Міністерства сільського господарства України, обласних організацій Одеської області та ректорату Одеського державного аграрного університету;
- Заслужений діяч науки і техніки України з 1994 року.
- «Лідер XXI століття» (2005; за міжнародною іміджевою програмою Східноукраїнського біографічного інституту «Славетні жінки України»)[2].